# 硝基甲烷
硝基甲烷（化学式：CH3NO2）是最简单的有机硝基化合物。室温下为无色油状有微弱芳香气味的透明液体，有较大的极性，可燃，有毒，具爆炸性。可作燃料。它可以和乙醇、丙酮、乙醚混溶，是一种良好的溶剂和萃取剂。同时由于硝基α-氢具有较强的活性，故硝基甲烷也是化工和有机合成中的常见原料，用于制取药物、杀虫剂、炸药、染料和纤维等。

## 制备
工业上采取硝酸气相（350-450°C）硝化丙烷的方法制取硝基甲烷及其他低级的硝基化合物，比如硝基乙烷、1-硝基丙烷和2-硝基丙烷等。反应为放热反应，自由基机理，中间体是烷基亚硝酸酯均裂产生的CH3CH2CH2O·类型的自由基。它们大多不稳定，容易发生C-C键的断裂，故反应得到一硝基化合物以及低级硝基化合物的混合物。
此外，甲烷/乙烷气相硝化法、氯乙酸钠与亚硝酸钠水溶液反应（方程式见下）、硫酸二甲酯与亚硝酸钠反应等方法都可以制得硝基甲烷。由于这些反应物都是易得的化工原料，故硝基甲烷很容易制取，用途也很广泛。
ClCH2COONa + NaNO2 + H2O → CH3NO2 + NaCl + NaHCO3
粗硝基甲烷冷却至凝固点以下，得到的固体用冷乙醚洗涤，再经蒸馏，便得到纯品。

## 用途
硝基甲烷在有机合成中为一碳合成子。受硝基吸电子效应的影响，碳上的氢具有酸性，可以与碱作用去质子化。生成的碳負离子可以与醛发生1,2-加成，生成β-羟基硝基化合物，若失水则生成硝基烯烃。这个反应称为Henry反应。作为亲核碳负离子的给体，硝基甲烷也可以和α,β-不饱和羰基化合物在碱催化下发生共轭加成，称为Michael加成反应。
硝基甲烷的衍生物包括三氯硝基甲烷（氯化苦）、三溴硝基甲烷、四硝基甲烷、三硝基甲烷等。常用的缓冲液Tris，即“三羟甲基氨基甲烷”，就是由三羟甲基硝基甲烷经还原得到的。